# Аллиловый спирт
Аллиловый спирт (проп-2-ен-1-ол) — кислородосодержащее органическое вещество, относящееся к классу непредельных (ненасыщенных) спиртов.

## Физические свойства
Бесцветная жидкость со спиртовым запахом. Растворим во многих органических растворителях, с водой смешивается во всех соотношениях, образует с ней азеотропную смесь (28,3% Н2О; т. кип. 89,0 °C)

## Химические свойства
Аллиловый спирт вступает в реакции, характерные для аллильных соединений и спиртов. Присоединяет галогены, галогеноводороды, HClO. При взаимодействии с органическими гидропероксидами около 100°С (катализаторы — соединения Мо или W) превращается в глицидол. Обработкой концентрированной НСl при 100°С в присутствии ZnCl2 или при 20°С в присутствии CuCl2 образуется аллилхлорид, при пропускании над Аl2О3 при 200—300 °С — диаллиловый эфир. Легко образует простые и сложные эфиры.

## Получение
- Гидролизом аллилхлорида.

{\displaystyle {\ce {CH2 = CHCH2Cl + NaOH -> CH2 = CHCH2OH + NaCl}}}
- Изомеризацией оксида пропилена.
- Дегидрированием 1-пропанола.

{\displaystyle {\ce {CH3CH2CH2OH -> CH2 = CHCH2OH + H2}}}
- Реакцией глицерина с муравьиной кислотой[11].
- «Оксоацилированием» пропилена до аллилацетата с последующим гидролизом.

{\displaystyle {\ce {CH2 = CHCH3 + 1/2 O2 + CH3CO2H -> CH2CHCH2O2CCH3 + H2O}}}
{\displaystyle {\ce {CH2CHCH2O2CCH3+NaOH->CH2=CHCH2OH+CH3COONa}}}

## Применение
Применяют для синтеза глицерина, акролеина, глицидола и простых и полимеризуемых сложных аллиловых эфиров, в частности, диаллилфталата.

## Токсикология и безопасность
Весьма ядовит, сильный лакриматор, действует на центральную нервную систему, поражает печень (гепатотоксичен), ПДК 2 мг/м³ в рабочей зоне.